# Heyford Park
Heyford Park är en civil parish i Cherwell distrikt i Oxfordshire grevskap i England, i den södra delen av landet, 90 km nordväst om huvudstaden London. Den bildades den 1 april 2019.